# جيروم فرانك
جيروم فرانك (بالإنجليزية: Jerome Frank)‏ (و. 1889 – 1957 م) هو قاض، ومحام من الولايات المتحدة الأمريكية ولد في مدينة نيويورك.
تولى منصب هيئة الأوراق المالية والبورصات الأمريكية .

## التعليم
تعلم في جامعة شيكاغو.